# Атуабо – Абоадзе – Тема
Атуабо — Абоадзе — Тема — газопровід у Гані, призначений для подачі продукції місцевих родовищ, відкритих на заході морської економічної зони країни, до основних центрів споживання.
В 2015 році розпочалась подача попутного газу з нафтового родовища Джубілі на газопереробний завод у Атуабо, розрахований на першому етапі на прийом 4,2 млн м3 на добу. Після виділення зрідженого нафтового газу (240 тисяч тонн на рік), ізопентану (15 тисяч тонн) та конденсату (46 тисяч тонн) підготований газ подається через трубопровід діаметром 500 мм та довжиною 111 км, прокладений на схід уздовж Гвінейської затоки до портового міста Секонді-Такораді. Тут у районі Абоадзе він живить два об'єкти електроенергетики — ТЕС Такораді та ТЕС AMERI. Крім того, заплановано спорудити бокове відгалуження завдовжки 75 км від Esiama до Prestea (район відомий золотими копальнями), де блакитне паливо також використовуватиметься у виробництві електроенергії.
Щодо заповнення газогону, то, крім ГПЗ Атуабо, газ надходитиме з іншого офшорного родовища Санкофа, початок розробки газових покладів якого очікується у 2018 році. Продукція в об'ємі до 5 млн м3 на добу надходитиме у газопровід через береговий приймальний термінал у Санзуле (менш ніж два десятки кілометрів на схід від Атуабо). Це дозволить організувати поставки далі на схід країни, до району її столиці Аккри, де в місті Тема створений та продовжує розширюватись електроенергетичний кластер (ТЕС Тема, CENIT, Сунон-Асоглі, Кпоне І, а також Кпоне ІІ та Брідж-Пауер). Восени 2017-го розпочали підготовчі роботи щодо продовження газопроводу від Абоадзе до Теми, при цьому нова ділянка повинна мати діаметр 600 мм та довжину 278 км.
Втім, майже одночасно анонсували швидке переведення у реверсний режим ділянки Західно-Африканського офшорного трубопроводу, який спорудили у другій половині 2010-х років для подачі нігерійського газу з двома виходами на суходіл у фінальній (ганській) частині маршруту — якраз у Такораді та Темі. Цей проект планують реалізувати до запуску родовища Санкофа в експлуатацію.